# Cédric Carrasso
Cédric Carrasso (Avignon, 30. prosinca 1981.) je francuski umirovljeni nogometni vratar. Ima jedan nastup za francusku nogometnu reprezentaciju.

## Klupska karijera

### Marseille i dvije posudbe
Omladinskom pogonu Marseillea se pridružio u dobi od jedanaest godina i tu je proveo skoro cijeli omladinski vijek, osim jedne sezone koje je proveo u Avignonu, a tu je i potpisao svoj prvi profesionalni ugovor. Prije nego što je dobio priliku zaigrati za prvu momčad, posuđen je Crystal Palaceu u sezoni 2001./02., gdje je dobio priliku braniti u samo jednoj utakmici. Vrativši se u Marseille, Carrasso debitira u 2:0 pobjedi protiv Montpelliera dana 2. studenoga 2002. godine, a tada je i po prvi put u karijeri sačuvao svoju mrežu čistom te je kasnije u nekoliko navrata mijenjao Vedrana Runju, ali se teško ozlijedio u egzibicijskoj utakmici protiv sastava France 98 te propustio cijelu sljedeću (2003./04.) sezonu. Kada se vratio na teren, ponovno je poslan na posudbu, ovog puta u Guingamp, a tamo je prvi put u karijeri bio prvi izbor za vratara. 
Po povratku s posudbe u Marseille, Carrasso je postao prvi izbor za vratara zbog višemjesečne suspenzije Fabiena Bartheza. Njegove izvedbe na terenu su dojmile trenere toliko da je ostao prvi vratar kluba i za sezonu 2006./07. te je tako "prisilio" Bartheza na odlazak iz kluba. U međuvremenu je 9. listopada 2005. godine potpisao novi ugovor s klubom koji ga veže do lipnja 2009. godine. Ostao je prvi izbor za vratara sve dok 22. kolovoza 2007. godine nije ozlijedio Ahilovu tetivu koja ga je izbacila s terena na narednih šest mjeseci. Za to vrijeme dok se oporavljao od ozljede, umjesto njega u momčad je uskočio Steve Mandanda, a po povratku od ozljede Eric Gerets ga je obavijestio da više nije prvi vratar kluba.

### Toulouse
Nevoljan provesti još jednu sezonu na klupi za pričuve, odlučio se pridružiti Toulouseu u sezoni 2008./09. Odmah na početku je dobio težak zadatak zamijeniti Nicolasa Doucheza koji je to ljeto otišao u Rennes. Dana 10. kolovoza 2008. godine debitira za Toulouse u gostujućem 3:0 porazu od Lyona. Unatoč ta tri primljena gola Carrasso ostaje prvi izbor za vratara ispred Sébastiena Hamela i Oliviera Blondela. Toulouse je te sezone primio samo 27 golova, najmanje u čitavoj ligi, a Carrasso je u 19 utakmica ostao bez primljenog gola.

### Bordeaux
Njegove izvedbe su privukle pažnju branitelja naslova Bordeauxa, koji je tražio zamjenu za legendarnog, ali vremešnog Ulricha Raméa, a u svom naumu da ga dovedu su i uspjeli plativši 8 milijuna eura Toulouseu. Nakon dolaska u Bordeaux, Carrasso je u intervjuu za L'Équipe izjavio da se raduje što će igrati Ligu prvaka sa svojim novim klubom. Također je izjavio: 
"Trenirati s Ulrichom, osobom velikog iskustva, bit će mi veliko zadovoljstvo. Štoviše, bit će mi vodič u svakodnevnom treniranju i upoznavanju kluba. Bilo je mnogo rasprava o razlozima mog transfera, ali ono što ja želim reći je to da ja nikad nisam imao problema s Toulouseom i ovo je bila moja odluka karijere. Znam da kad si vratar, samo jedan može nastupati. Vođen motivacijom i željom izraženom od čelništva kluba koji je prvak Francuske, nisam mogao propustiti ovu priliku. Za mene, Bordeaux je veliki europski klub koji ima ambicije u Ligi prvaka."
Debitirao je u pobjedi Bordeauxa od 4:1 nad Lensom. Do 9. kolovoza 2009. godine ukupno je uspio sačuvati svoju mrežu u 29 navrata, gledajući samo nastupe u Ligue 1. Unatoč uspješnim nastupima, 19. veljače 2011. godine prima pet golova, u 5:1 gostujućem porazu od Lorienta, a uz to je i dobio crveni karton u sudačkoj nadoknadi vremena te je zaradio utakmicu suspenzije. Ovo je Carrassu bio drugi put u karijeri da je isključen protiv Lorienta, prvi put je bilo kada je bio na posudbi u Guingampu, kada je isključen u 76. minuti susreta. U toj utakmici za koju je bio suspendiran, na vrata je stao Ulrich Ramé, čovjek kojega je izbacio iz prve momčadi. Vratio se u akciju 6. ožujka 2011. godine, u 3:1 pobjedi nad Brestom. Dobre predstave na terenu rezultirale su novim ugovorom s Bordeauxom, koji traje do 30. lipnja 2015. godine. Dne 17. rujna 2011. godine, tokom svoje treće sezone u klubu, u trenutku kada je Bordeaux igrao 2:2 s Toulouseom, Carrasso dobiva novi crveni karton, ovoga puta zbog prekršaja na Franckom Tabanouom. Umjesto njega na vrata je stao mladi Abdoulaye Keita koji je primio gol u sudačkoj nadoknadi od Emmanuela Rivièrea te je utakmicu dobio Toulouse s 3:2. I ovoga puta je dobio jednu utakmicu suspenzije. Ovaj put ga je zamijenio Kévin Olimpa u utakmici protiv Lillea koja je završila 1:1. Nakon odrađene suspenzije, vratio se na teren u 3:1 porazu od Lyona dana 24. rujna 2011. godine.

### Galatasaray
Dana 8. rujna 2017. godine, nakon isteka ugovora s Bordeauxom, potpisuje jednogodišnji ugovor s turskim velikanom Galatasarayem. Po završetku sezone 2017./18., Galatasaray mu nije ponudio novi ugovor te je postao slobodan igrač, a nedugo nakon toga se i igrački umirovio. 

## Reprezentativna karijera
Zahvaljujući sjajnim predstavama u dresu Toulousea, Carrasso je po prvi put pozvan u francusku reprezentaciju za prijateljsku utakmicu protiv Argentine u veljači 2009. godine. Od tada je pozivan za svaku utakmicu reprezentacije koju je vodio Raymond Domenech, ali uvijek kao treći izbor iza Huga Llorisa i Stevea Mandande. Bio je uključen u 23-ojicu nogometaša pozvanih za nastup na SP-u 2010. godine, ali se ozlijedio na treningu. Stéphane Ruffier je bio predodređen da ga zamijeni, ali FIFA je odbila francuski zahtjev za ovom zamjenom te je Carrasso ostao u svojstvu trećeg golmana na turniru unatoč tome što je Ruffier nastavio trenirati s reprezentacijom.
Kada je Laurent Blanc preuzeo mjesto francuskog izbornika, nastavio je pozivati Carrassa u reprezentaciju za svaku utakmicu u kojoj je vodio francusku reprezentaciju (također u svojstvu trećeg golmana), osim prijateljske utakmice s Norveškom kada nitko od 23 igrača koji su nastupili na SP-u 2010. godine nije pozvan. U njegovu mandatu je i debitirao za reprezentaciju, u prijateljskom susretu s Poljskom igranom 8. lipnja 2011. godine. Također je bio dio francuske reprezentacije koja je nastupila na EURO-u 2012. godine.
Dolaskom Didiera Deschampsa na mjesto francuskog izbornika, ispao je iz sastava reprezentacije te se nikada više nije vratio.

## Privatni život
Njegov mlađi brat, Johann, također je nogometni vratar, a branio je za Montpellier, Rennes, Monaco, Metz i Reims.
Oženjen je i ima jednu kćer, Léanu.

## Statistike

### Klupska statistika
Ažurirano 3. listopada 2019.
- Nas. = nastupi; Gol. = golovi

| Klub                     | Sezona            | Liga | Liga | Kup1 | Kup1 | Europa | Europa | Ostalo | Ostalo | Ukupno | Ukupno |
| Klub                     | Sezona            | Nas. | Gol. | Nas. | Gol. | Nas.   | Gol.   | Nas.   | Gol.   | Nas.   | Gol.   |
| ------------------------ | ----------------- | ---- | ---- | ---- | ---- | ------ | ------ | ------ | ------ | ------ | ------ |
| Olympique Marseille      | 2000./01.         | —    | —    | —    | —    | —      | —      | —      | —      | 0      | 0      |
| Olympique Marseille      | 2002./03.         | 2    | 0    | —    | —    | —      | —      | —      | —      | 2      | 0      |
| Olympique Marseille      | 2003./04.         | —    | —    | —    | —    | —      | —      | —      | —      | 0      | 0      |
| Olympique Marseille      | 2005./06.         | 15   | 0    | 3    | 0    | 3      | 0      | —      | —      | 21     | 0      |
| Olympique Marseille      | 2006./07.         | 38   | 0    | 8    | 0    | 4      | 0      | —      | —      | 50     | 0      |
| Olympique Marseille      | 2007./08.         | 4    | 0    | 1    | 0    | —      | —      | —      | —      | 5      | 0      |
| Olympique Marseille      | Ukupno            | 59   | 0    | 12   | 0    | 7      | 0      | 0      | 0      | 78     | 0      |
| Crystal Palace (posudba) | 2001./02.         | 1    | 0    | —    | —    | —      | —      | —      | —      | 1      | 0      |
| Crystal Palace (posudba) | Ukupno            | 1    | 0    | 0    | 0    | 0      | 0      | 0      | 0      | 1      | 0      |
| Guingamp (posudba)       | 2003./04.         | 25   | 0    | 4    | 0    | —      | —      | —      | —      | 29     | 0      |
| Guingamp (posudba)       | Ukupno            | 25   | 0    | 4    | 0    | 0      | 0      | 0      | 0      | 29     | 0      |
| Toulouse                 | 2008./09.         | 37   | 0    | 6    | 0    | —      | —      | —      | —      | 43     | 0      |
| Toulouse                 | Ukupno            | 37   | 0    | 6    | 0    | 0      | 0      | 0      | 0      | 43     | 0      |
| Bordeaux                 | 2009./10.         | 29   | 0    | 1    | 0    | 9      | 0      | 1      | 0      | 40     | 0      |
| Bordeaux                 | 2010./11.         | 35   | 0    | 4    | 0    | —      | —      | —      | —      | 39     | 0      |
| Bordeaux                 | 2011./12.         | 37   | 0    | 3    | 0    | —      | —      | —      | —      | 40     | 0      |
| Bordeaux                 | 2012./13.         | 38   | 0    | 6    | 0    | 10     | 0      | —      | —      | 54     | 0      |
| Bordeaux                 | 2013./14.         | 36   | 0    | 4    | 0    | 4      | 0      | 1      | 0      | 45     | 0      |
| Bordeaux                 | 2014./15.         | 37   | 0    | 3    | 0    | —      | —      | —      | —      | 40     | 0      |
| Bordeaux                 | 2015./16.         | 20   | 0    | 2    | 0    | 7      | 0      | —      | —      | 29     | 0      |
| Bordeaux                 | 2016./17.         | 24   | 0    | 3    | 0    | 0      | 0      | —      | —      | 27     | 0      |
| Bordeaux                 | Ukupno            | 256  | 0    | 26   | 0    | 30     | 0      | 2      | 0      | 314    | 0      |
| Galatasaray              | 2017./18.         | 1    | 0    | 1    | 0    | —      | —      | —      | —      | 2      | 0      |
| Galatasaray              | Ukupno            | 1    | 0    | 1    | 0    | 0      | 0      | 0      | 0      | 2      | 0      |
| Ukupno u karijeri        | Ukupno u karijeri | 379  | 0    | 49   | 0    | 37     | 0      | 2      | 0      | 467    | 0      |

Bilješke
- 1: uključuje nastupe u Coupe de France, Coupe de la Ligue i turskom kupu

### Reprezentativna statistika
Ažurirano 27. prosinca 2017.
| Francuska nogometna reprezentacija | Francuska nogometna reprezentacija | Francuska nogometna reprezentacija |
| Godina                             | Nastupi                            | Golovi                             |
| ---------------------------------- | ---------------------------------- | ---------------------------------- |
| 2011.                              | 1                                  | 0                                  |
| Ukupno                             | 1                                  | 0                                  |

## Klupski uspjesi
Bordeaux:
- Trophée des Champions (1): 2009.
- Coupe de France (1): 2012./13.

## Vanjske poveznice
- Profil na Transfermarktu
- Profil na Soccerwayu  Arhivirana inačica izvorne stranice od 1. prosinca 2017. (Wayback Machine)